# Камалетдинов, Тахир Отахонович
Тахи́р Отахо́нович Камалетди́нов (8 октября 1965, Ленинабад) — советский гребец-каноист, выступал за сборную СССР во второй половине 1980-х годов. Серебряный и бронзовый призёр чемпионатов мира, двукратный чемпион Советского Союза, победитель многих регат республиканского, всесоюзного и международного значения. С 1985 г. на соревнованиях представлял спортивное общество «Динамо», мастер спорта СССР международного класса.

## Биография
Тахир Камалетдинов родился 8 октября 1965 года в городе Ленинабад, Таджикской ССР. Активно заниматься греблей начал в возрасте тринадцати лет в Областной ДЮСШ ГорОНО г. Ленинабада, первый тренер Петров Павел Александрович. Первые результаты начал показывать, выступая за ДСО «Спартак», с 1982 г. выступал за ДСО «Профсоюзов», с 1984 по 1985 за КСАВО (СКА-12) «Вооружённые Силы СССР», после 1985 г. проходил подготовку в добровольном спортивном обществе «Динамо».
Первого серьёзного успеха на взрослом международном уровне добился в 1985 году, когда в зачёте одиночных каноэ на дистанции 10000 метров одержал победу на чемпионате Советского Союза и, попав в основной состав советской национальной сборной, удостоился права защищать честь страны на чемпионате Мира в бельгийском Мехелене. В итоге завоевал здесь награду серебряного достоинства, уступив на последнем километре только чехословацкому гребцу Иржи Врдловцу.
В 1987 году Камалетдинов вновь стал лучшим на чемпионате СССР среди одиночных каноэ на десяти тысячах метрах. Затем выступил на чемпионате Мира в немецком Дуйсбурге, где на сей раз выиграл бронзовую медаль в одиночной десятикилометровой дисциплине — в решающем заезде его опередили югослав Иван Шабьян и венгр Золт Бохач. Готовился к Олимпийским играм в 1987-88 годах под руководством опытнейшего наставника сборной команды СССР Колыбельникова Александра Ивановича, на чемпионате СССР в 1988 г. боролся за право участия на XXIV Олимпийских играх в Сеуле на дистанциях 500 м и 1000 м в каноэ одиночке. В финальных заездах занял 3 место и 2 место соответственно. С 1989 по 1990 продолжал подготовку в составе сборной команды СССР, но заболевание щитовидной железы и установление диагноза, правильного лечения затянулось более, чем на год в результате чего, Тахир Камалетдинов принял решение завершить спортивную карьеру. За выдающиеся спортивные достижения удостоен почётного звания «Мастер спорта СССР международного класса». В 1996 г. вернулся в марафонскую греблю, выступал на многих международных регатах и чемпионатах Мира и Европы в гребном марафоне, завоёвывал различные призовые места. Двукратный чемпион России в гребном марафоне в 1998 г. и в 1999 г.
В период 1991—2000 годов Тахир Камалетдинов работал тренером по гребле на байдарках и каноэ в физкультурно-оздоровительном комплексе отдела соцкультбыта ОАО «КамАЗ-Автоагрегат» г. Заинск, Республика Татарстан, позже тренером в ДЮСШ при отделе образования, завучем.
С 2000г по 2003 г. возглавлял национальную сборную команду Венесуэлы по гребле на байдарках и каноэ. В 2004 году вернулся в Россию, работал тренером в Бронницком училище олимпийского резерва, позже перешёл на административную работу в училище, заведовал медико-восстановительным центром.
В 2010 г. вновь был приглашён в Венесуэлу тренером национальной команды. Спортсмены, работавшие под его руководством, становились победителями и призёрами многочисленных соревнований на Американском континенте, но главный успех тренера в работе со спортсменами Венесуэлы — это бронзовая медаль в каноэ-двойке на дистанции 1000 м на Пан-Американских Играх 2011 г.
В 2014 г. был приглашён федерацией гребли на байдарках и каноэ Республики Татарстан в качестве главного тренера сборной республики по гребле на байдарках и каноэ. В 2018 г. ушёл с занимаемой должности по собственному желанию.
В настоящее время работает инструктором-методистом в МБУ ДО «Спортивная школа олимпийского резерва по гребным видам спорта» г. Казани, а также работает тренером-преподавателем групп начальной подготовки в гребле на каноэ.
С 2020 г. по 2023 г. преподавал предмет «Элективные курсы по физической культуре и спорту» в Казанском (Приволжском) Федеральном Университете по совместительству.
Четырёхкратный чемпион СССР, двукратный чемпион России на длинных дистанциях.